# Patrick Kirsch
Patrick Kirsch (* 1. Januar 1981 in Kirn) ist ein ehemaliger deutscher Fußballspieler.

## Karriere

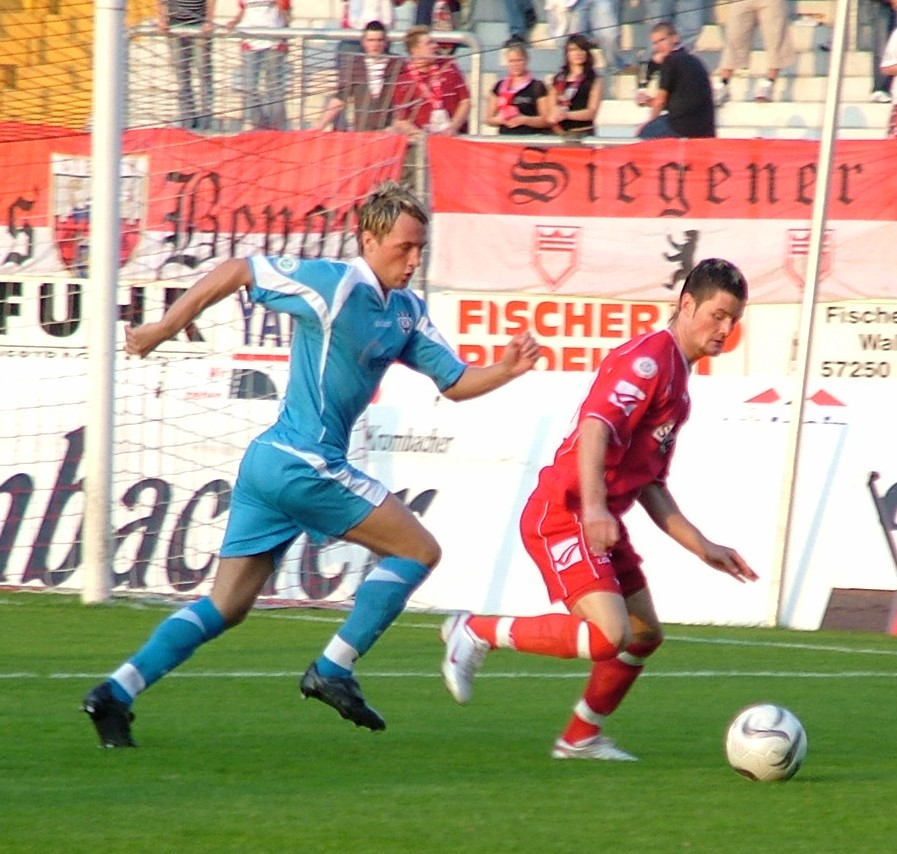
Marcel Heller im Trikot der Sportfreunde Siegen gegen Patrick Kirsch (2005)

Für den SV Wehen debütierte Patrick Kirsch am 3. August 2003 in der Regionalliga Süd, als er beim 3:3 gegen die Sportfreunde Siegen eingewechselt wurde. Mit den Taunussteinern landete er am Saisonende auf dem siebten Tabellenrang.
2004 wechselte der Abwehrspieler für ein Jahr zum Südwestmeister und Regionalliga-Aufsteiger TuS Koblenz. In der Saison 2005/06 spielte er in der Oberliga Südwest für Eintracht Bad Kreuznach. Von 2006 bis 2009 war Kirsch für den SSV Reutlingen 05 wieder in der Regionalliga Süd aktiv. Seit Januar 2009 spielte er für den SV Sandhausen in der 3. Liga. Im Januar 2010 wechselte Patrick Kirsch für ein halbes Jahr von Sandhausen zum Ligakonkurrenten Wacker Burghausen.
Zur Saison 2010/11 wechselte der Innenverteidiger in die Regionalliga West zu Preußen Münster. Am 2. April 2011 erzielte Kirsch bei der zweiten Mannschaft des VfL Bochum seinen ersten Treffer für Preußen Münster, den er mit einem Flickflack bejubelte. Mit dem SC Preußen wurde er als Abwehrchef und Vize-Kapitän Meister der Regionalliga und stieg in die 3. Liga auf. In dieser Saison wurde er von den Westfälischen Nachrichten in 16 der 33 von ihm bestrittenen Partien zum Spieler des Spiels gekürt. Für die Münsteraner machte Kirsch 54 Ligaspiele in Folge über die komplette Spielzeit, bevor er aufgrund einer Sprunggelenksverletzung die gesamte Rückrunde der Saison 2011/12 verpasste. 2015 verließ er den Verein und beendete anschließend seine Karriere.

## Erfolge
Preußen Münster
- Westfalenpokal-Sieger: 2010, 2014
- Meister der Regionalliga West und Aufstieg in die 3. Liga: 2011

## Privates
Patrick Kirsch trägt den Spitznamen „Kirsche“. Nach seinem Karriereende absolvierte Kirsch ein duales Studium in Münster. Im Anschluss nahm er eine Tätigkeit als Financial Controller auf. Am 1. Juni 2024 wurde er Vater einer Tochter.